# Tercio de Cerdeña
Il Tercio viejo de Cerdeña era un'unità militare spagnola sita in Sardegna.

## Storia
Il Tercio viejo de Cerdeña, fu creato nel 1536 da Carlo V di Spagna come reparto volontario professionale. 
Era composto da tre compagnie:
- Cagliari
- Nuoro
- Sassari.

Riorganizzato nel 1564 per volontà di Filippo II di Spagna da Gonzalo de Bracamonte y d'Avila ebbero il battesimo del fuoco l'anno successivo nelle Fiandre, dove repressero una rivolta.
Era composto da veterani spagnoli di grande esperienza, presenti nei maggiori centri di Sardegna (in particolare nei presidios delle piazzeforti di Cagliari, Sassari, Castellaragonese e Alghero) e in Corsica (dove avevano partecipato, inquadrati in un Tercio de Corcega, alla repressione della rivolta contro il dominio genovese, appoggiata dalla Francia e capeggiata da Sampiero da Bastelica detto Sampiero Corso).
Aveva sede a Cagliari e a Tempio ed era costituito da dieci compagnie di fanteria mista di picchieri e archibugieri, per un totale di 1.728 soldati nel 1567. In teoria un tercio standard avrebbe dovuto avere 10 compagnie miste di moschettieri, archibugieri e picchieri (con una percentuale di picchieri inizialmente alta, poi, via via, in diminuzione nel corso del tempo) e 2 "leggere" di archibugieri, che potevano essere portate anche a 250-270 uomini l'una, anche se tali cifre erano raggiunte molto raramente (anche per ragioni di costo). Quindi questo tercios non fu mai a pieno organico. Va notato che, contrariamente a quanto talvolta affermato, il Tercio de Cerdeña, come tutti i tercios spagnoli era reclutato in massima parte con soldati castigliani (in particolar modo del sud-ovest della Castiglia, Granada e in Estremadura), integrati con qualche aragonese, e con pochi mercenari internazionali (anche qui, sovente, navarrini, e quindi iberici). Solo raramente erano inclusi soldati non iberici e, di preferenza, i soldati sardi di nascita erano inseriti in Tercios differenti da quello di Cerdena, per evitare che vi fossero dei legami di parentela tra i soldati di guarnigione in un luogo e i sudditi. Inoltre nel corso dell'età moderna i sardi (a differenza dei corsi) avevano una scarsa propensione per il servizio mercenario, e secondo Hanlon, Puddu e sir Hale solo poche centinaia di soldati di origine sarda (forse 400) prestavano servizio per gli eserciti imperiali in qualsiasi momento del '500 e del primo '600.
Tuttavia, più tardi, la partecipazione dei Sardi nelle guerre dell'impero spagnolo fu molto più rilevante,infatti tra il 1628 ed il 1650, secondo stime assai probanti, partirono dall’isola tra i 10mila ed i 12mila soldati, un numero quindi assai elevato, pari a circa il 3-4% della popolazione censita nel 1624 in occasione della celebrazione delle Corti generali del regno
Nel 1565 il Tercio partecipò al soccorso di Malta, posta sotto assedio dai Turchi.
Nel 1567 il Tercio viejo de Cerdeña venne inviato nei Paesi Bassi insieme ai Tercios viejos di Sicilia, Napoli e Milano, per fronteggiare la ribellione delle Province Unite contro il dominio spagnolo. Contestualmente, vennero costituiti, con reclute provenienti dalla Spagna, altrettanti Tercios nuevos, del medesimo nome, destinati a presidiare i territori rimasti sguarniti dopo la loro partenza ed a fornire i complementi necessari a rimpiazzare le perdite dei corrispondenti Tercios viejos.
Giunto nelle Fiandre, il Tercio viejo de Cerdeña venne dislocato nell'area di Enghien, ma subì, di lì a poco, una grave sconfitta nel corso della battaglia di Heiligerlee, con rilevanti perdite (circa il 25% degli uomini), per aver attaccato il nemico senza aver assunto la prescritta formazione di combattimento e senza aver atteso l'arrivo dei rinforzi previsti. Successivamente, dopo aver effettuato delle rappresaglie non autorizzate, consistenti nell'incendio di alcuni villaggi prospicienti la zona della battaglia, venne per questo disciolto nel 1568 dal Duca d'Alba, comandante delle forze spagnole nelle Fiandre, inflessibile in materia di disciplina, nel corso di una solenne cerimonia durante la quale vennero bruciate le sue bandiere. Lo stesso destino toccò anche al corrispondente Tercio nuevo de Cerdeña, poiché nessuna unità di tale nome potesse sopravvivere nell'Esercito Spagnolo. Le due unità vennero conseguentemente riformate, espressione che, secondo la terminologia militare spagnola dell'epoca, non significa ricostituzione del reparto ma ripartizione degli effettivi superstiti tra altre unità.
Ad integrazione di tali notizie, va ricordato che una Bandera di 400 archibugieri provenienti da uno dei disciolti Tercios de Cerdeña (presumibilmente il Tercio nuevo), ma transitati a seguito della suddetta riforma al Tercio del Mare Oceano, una sorta di unità di fanteria di marina posta sotto il comando del Maestro di Campo don Lope de Figueroa, venne scelta da don Giovanni d'Austria come guardia personale nella battaglia di Lepanto del 1571, e venne quindi imbarcata sulla nave ammiraglia "Rèal". Lo stendardo di tale Bandera, che si distinse nell'arrembaggio della nave ammiraglia turca, è oggi conservato nella chiesa di San Domenico a Cagliari.
Successivamente, nel 1626, nel quadro della politica della "union de las armas" voluta dal Primo Mininistro spagnolo Duca di Olivares, con l'arruolamento di 1.200 uomini reclutati in Sardegna, iniziò, su richiesta del Consiglio della Corona d'Aragona, la costituzione di Tercios realmente sardi. Al personale di tali unità, per espressa richiesta del Braccio Militare degli Stamenti del Regno di Sardegna, venne accordato lo status, con il corrispondente trattamento, di "soldados españoles".
Il primo Tercio sardo così costituito, che venne denominato Tercio de Cerdeña II", fu posto sotto il comando del Maestro di Campo don Jeronimo de Cervellon y Torresani, conte di Sedilo, e venne inviato in Lombardia, nel 1628, per la guerra del Monferrato, nel corso della quale partecipò all'assedio di Casale. Successivamente, fu impiegato nelle Fiandre nel 1631, nell'ambito della grande Guerra dei trent'anni, dove, dopo la morte di don Jeronimo, passò sotto il comando del fratello don Matias e venne infine sciolto nel 1632.
Un secondo Tercio sardo, ricordato come Tercio di Castelvì perché costituito per volere della famiglia di Castelvì, appartenente alla nobiltà feudale sarda (e antenati dello statista Agostino di Castelvì), era a Cartagena, nel 1638, dove represse un ammutinamento. Nel 1642, sotto il comando del Maestro di Campo don Jorge de Castelvì, fu inviato nelle Fiandre e nel nord della Francia, dove partecipò alla vittoriosa Battaglia di Honnecourt. Nel 1643 fu coinvolto nella sconfitta riportata dalle forze spagnole nella Battaglia di Rocroi, dove figura tra i Tercios che rifiutarono le onorevoli condizioni di resa offerte dai Francesi e combatterono fino al completo annientamento. Tale Tercio, benché ridotto a poco più di duecento uomini, verrà sciolto (reformado) solo nel 1647, per rispetto al suo comandante, don Jorge de Castelvì, che solo in tale anno rientrerà da un lungo periodo di prigionia in Francia.
L'argomento dei Tercios reclutati in Sardegna necessita tuttavia di ulteriori approfondimenti. Si ha infatti notizia di numerosi altri reparti costituiti in Sardegna nel corso del secolo XVII, "el siglo de oro" della monarchia spagnola. Tra di essi figurano almeno, seguendo l'uso di designarli con i nomi dei loro comandanti, un Tercio de Passino, un Tercio de Aragall, entrambi impiegati nelle Fiandre, ed un Tercio de Alagon, impiegato nell'assedio di Messina occupata dai Francesi.
Si ha infine notizia della costituzione di un Regimiento de Cerdeña, nel periodo 1717 - 1720, durante il quale, al termine della guerra di successione spagnola, il pretendente della Casa di Borbone, ormai divenuto re di Spagna con il nome di Filippo V, impugnando le determinazioni prese con il Trattato di Utrecht del 1713, decise di rioccupare la Sardegna, che tale trattato aveva assegnato al pretendente Carlo d'Asburgo. L'esigenza di costituire un Regimiento de Cerdeña viene prospettata, in particolare, nella "Nueva Planta de Cerdeña" conseguente alla rioccupazione dell'isola ed al suo passaggio di dipendenza dal disciolto Consiglio della Corona di Aragona al Consiglio di Italia. Tale reggimento venne costituito a Pamplona il 10 febbraio 1718 e posto sotto il comando del Coronel don Josè de Lima Masones, membro cadetto della famiglia dei conti di Montalvo e baroni di Posada, che concluderà in seguito una prestigiosa carriera al servizio della Corona di Spagna con l'incarico di Viceré delle Filippine. Rimane da chiarire se tale unità raggiunse mai la Sardegna e se incorporò personale reclutato nell'isola. Di certo esso figurava ancora nell'ordinamento dell'Esercito Spagnolo nell'anno 1737, nella lista dei "Regimientos de Infanteria Italiana", ma non più nella Real Ordinanza del 16 aprile 1741 che tratta "la antiguidad de los Regimientos".